# Тимчук, Айна Леонидовна
Айна Леонидовна Тимчук (укр. Айна Леонідівна Тимчук; род. 21 ноября 1973, Днепропетровск, Украинская ССР) — украинский государственный деятель, бывший председатель Харьковской областной государственной администрации (27 ноября 2020—11 августа 2021).

## Биография
Окончила в 1995 году Днепровский национальный университет имени Олеся Гончара, специальность «Управление трудовыми ресурсами».
27 ноября 2020 года была назначена главой Харьковской областной государственной администрации.

### Расследование

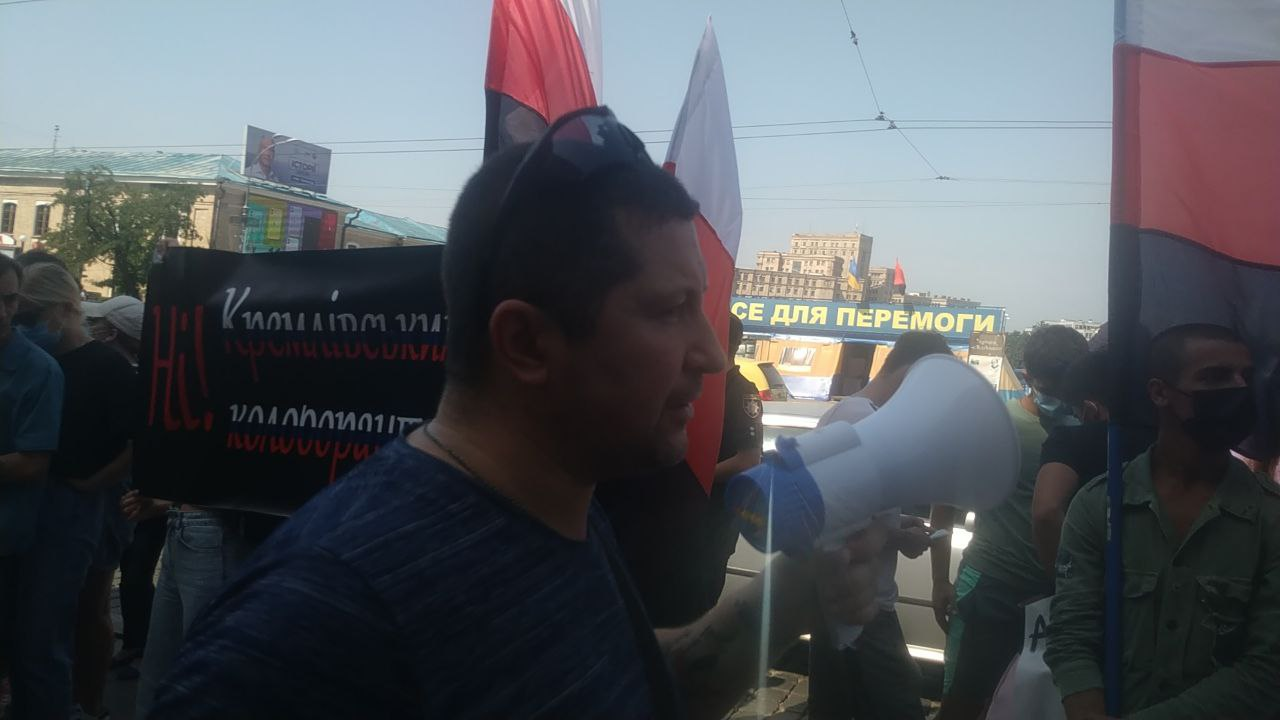
Митинг Украинского национального союза с требованием отставки Айны Тимчук, возле здания Харьковского областного совета. Июль 2021 года.

Как установило следствие, в 2015 году Тимчук оформила доверенность на себе и бывшего мужа Андрея Тимчука на гражданку РФ Людмилу Доброскок, которая должна представлять их интересы в органах временной оккупационной власти Крыма. Она вела бизнес на оккупированных территориях и планировала продать свою гостиницу «Астория» в Крыму. В июле 2021 г. Украинский национальный союз вместе с представителями других патриотических организаций обвинили Тимчук в коррупции и связях с коллаборационистами, и провели ряд массовых акций протеста против ее назначения в Харькове. После этого Айна Тимчук была вынуждена уйти со своей должности.

## Награды
Айна Тимчук была удостоена следующих наград и званий:
- Орден княгини Ольги III степени[10];
- Почётное звание «Заслуженный экономист Украины».